# Plato Cacheris
Plato Cacheris  (Pittsburgh, Pensilvania, 22 de mayo de 1929-Alexandria, Virginia, 26 de septembre de 2019) fue un abogado estadounidense que defendió a acusados de varios escándalos públicos. 

## Biografía
Hijo de un inmigrante griego. Creció en Washington D. C. y Pittsburgh (Pensilvania). En 1951 se alistó en la Infantería de Marina como candidato oficial, pero abandonó en 1953 para estudiar Derecho. Egresó del Edmund A. Walsh School of Foreign Service de la Universidad de Georgetown y del Centro Legal de la Universidad de Georgetown en 1956.

### Carrera judicial
Cacheris comenzó su carrera en el Departamento de Justicia de los Estados Unidos, como fiscal. Durante esos años conoció al que fue su compañero, Bill Hundley. Tras permanecer tres años en dicho departamento, se unió a la oficina del fiscal general de Distrito de Virgnie, donde permaneció cinco años.

### Casos emblemáticos
Sus principales casos fueron los siguientes: 
- John Mitchell, escándalo Watergate
- Fawn Hall, escándalo Irán-Contra
- Monica Lewinsky
- Aldrich Ames
- Robert Hanssen, le evitó la pena de muerte contra una completa cooperación con la justicia estadounidense.[3]